# Oemansanti
Oemansanti is een rivierstrand in het district Sipaliwini in Suriname
Het strand ligt aan het eind van een schiereiland in de Boven-Surinamerivier tussen Paralafanti (stroomafwaarts) en Malobi (stroomopwaarts). De rivier maakt hier een bocht van 180 graden.
Braamspunt · Brokopondo · Christiaankondre · Corantijnstrand · Langamankondre · Oemansanti · Overbridge River Resort · Stoneiland · White Beach